# Thomas Burgherr
Thomas Burgherr, né le 1er août 1962 à Zofingue (originaire de Schmiedrued), est une personnalité politique suisse, membre de l'Union démocratique du centre (UDC).
Il siège au Conseil national depuis fin 2015.

## Biographie
Thomas Burgherr naît le 1er août 1962 à Zofingue, dans le canton d'Argovie. Il est originaire de Schmiedrued, dans le district voisin de Kulm.
Maître-charpentier de formation, il dirige une entreprise de construction en bois.
Il a le grade de soldat à l'armée.
Il est marié et père de trois enfants. Il habite à Wiliberg, dans le district de Zofingue.

## Parcours politique
Il est vice-président de la commune de Wiliberg de 1992 à 2000 et député au Grand Conseil du canton d'Argovie de 1997 à 2015. Il est candidat au Conseil d'État en 2012, mais échoue à remporter un deuxième siège pour son parti au détriment des Verts.
En 2015, il est élu au Conseil national. Il y siège au sein de la Commission des institutions politiques (CIP) jusqu'à la fin 2019, puis de la Commission de l'économie et des redevances (CER).
Il est par ailleurs président de l'UDC argovienne de 2012 au 14 janvier 2020, date à laquelle Andreas Glarner lui succède.

### Positionnement politique
Il a une réputation d'UDC modéré.